# Pterolophia exigua
Pterolophia exigua là một loài bọ cánh cứng trong họ Cerambycidae.